# 重複度
重複度（multiplicity）是一數學名詞，多重集中某一元素的重複度是指此元素在多重集中出現的次數。例如代数方程中特定根出現的次數。
重複度的標示可以方便多重集的計數，若元素考慮其重複度計數，重複度為1的會算為1個，重複度為2的會算為2個。若不考慮重複度，會以「計算相異元素個數」來說明。不過若是考慮非多重集的一般集合（每個元素最多只出現一次），沒有重複度，計算元素個數時就不會特別強調「相異」。

## 質因數的重複度
在整數分解中
60 = 2 × 2 × 3 × 5
質因數2的重複度為2，質因數3, 5的重複度為1，因此60有四個質因數，但相關質因數只有3個。

## 多項式根的重複度
令F為一個域，p(x)為單變數的多項式，其係數為F的元素。若存在一多項式s(x)使得s(a) ≠ 0且p(x) = (x − a)ks(x), a∈F，則a是重複度為k的p(x)的根。
若k = 1，則a稱為單根（simple root），若k ≥ 2，則a稱為重根（multiple root）。
例如，多項式 {\displaystyle p(x)=x^{3}+2x^{2}-7x+4} 的根為1和−4，多項式可以寫成 {\displaystyle p(x)=(x+4)(x-1)^{2}} 。因此1為重根（重複度為2），−4為單根（重複度為1）。重複度可以表示為「在原方程中，特定根出現為幾次？」
若某一多項式，特定根的重複度為n，其導數該特定根的重複度為n - 1。多項式的判別式為0若且唯若多項式有重根。

### 多項式在重根附近的特性

多項式p(x) = x^{3} + 2x^{2} − 7x + 4的圖，其根（零點）為-4和1。根-4為單根（重複度為1），多項式在-4附近穿過x軸。根2的重複度為2，是偶數，因此多項式未穿過x軸

多項式函數y = f(x)的圖形在其根的位置會和x軸相交。若該根為重根，函數會在根的位置和x軸相切，若一般根就不會相切。若該根的重複數為奇數（包括1），函數會通過x軸，若該根的重複數為偶數，函數會接觸到x軸，但不會通過x軸。
一個非零多項式函數恆為非負值的條件是若且唯若其所有根的重複數為偶數，且存在x0使得f(x0) > 0。